# ドーハ合意
ドーハ合意（ドーハごうい、英: Doha Agreement）は、2020年2月29日、ドーハでターリバーンとアメリカ合衆国の間で調印された、アフガニスタンにおける和平を約した合意。正式名称はアフガニスタンにおける平和回復に関する合意（Agreement for Bringing Peace to Afghanistan）。
アフガニスタン駐留米軍の条件付き段階的撤収及びアフガニスタン人同士の交渉開始等を内容とするこの合意は履行され、約20年間にわたるアフガニスタン紛争は終結した。しかし、アフガニスタン政府の関与なしに結んだこの合意は、専門家に「史上最も不名誉な外交交渉の一つ 」と呼ばれ、ターリバーンの本格復権を促すことに繋がったという批判も多い。

## 内容と履行

### 合意内容
アメリカ合衆国は135日以内に駐留軍を縮小し（5つの軍事基地を閉鎖、1万2000人→8600人）、14ヶ月後の2021年4月末までにNATO軍と共に完全撤退すること、ターリバーンはアルカーイダなどを取り締まりアフガニスタンをテロの拠点にしないことが決まった。また、合意にはアフガニスタン政府が5000人、ターリバーンが1000人の捕虜を解放することも盛り込まれた。

### 履行

#### 2020年
合意はドナルド・トランプ米政権とターリバーンの直接交渉によるもの、つまりアフガニスタン政府の頭越しに決められたもので、アフガン政府は約束をしていなかった。アフガン政府はターリバーンの反撃が本格化してきていたため、脅威度が高いターリバーンの上級指揮官の釈放に難色を示し、1500人の条件付き釈放を提案した。2転3転した後、ターリバーンは提案を拒絶し、交渉を打ち切った。5月、アシュラフ・ガニー大統領は、政敵であるアブドラ・アブドラと権力分担協定を結び、彼を交渉責任者とした。ラマダーン明けのイド・アル＝フィトル間の停戦が実現した為、アフガン政府はターリバーンを最大で2000人釈放すると発表した。その後、8月までにアフガン政府は5100人を、ターリバーンは1000人を釈放した。
9月、アフガン政府とターリバーンの初の和平交渉がドーハで開催された。アフガン政府側はアブドラらが、ターリバーン側は共同創設者で副指導者のムラー・アブドゥル・ガニ・バラダルら、さらに米国からマイク・ポンペオ国務長官などが出席した。停戦や民主主義の維持を求めるアフガン政府と、イスラム政体を求めるターリバーンの溝は深く、年内停戦合意には至らなかった。一方で、第1次トランプ政権が急ぐ米軍撤収はアフガン国内状況に関係なく進められ、6月に8600人、11月に4500人まで縮小され、さらに1月15日までに2500人にすると発表された。この急ペースの撤収は、与党共和党内からも批判された。

#### 2021年
2021年1月にジョー・バイデンが米国大統領に就任すると、ターリバーンが合意を履行しない中での性急な米軍撤退について見直しが言及された。アフガン内交渉は年明け後も停滞し、連立政権案や多国間交渉も実らなかった。その状況の中で、4月14日、バイデン米大統領は、アフガニスタン駐留米軍を延期した2021年9月11日までに完全撤退させることを発表した。
2021年5月からターリバーンは大攻勢を開始し、共和国軍は3か月ほどで各州都に点となって散らばるまで弱体化した。また、ターリバーンが地方から首都に向かって攻め込む中、政府側はほとんど抵抗しなかったと報じられている。8月に入ると続々と各州の州都にターリバーンが入城し、15日までにパンジシール州を除き、首都カーブルを含むすべての州が陥落した。同日、ターリバーンはアフガニスタン全土を支配下においたと宣言し、内務相代行が平和裏に権力の移行を進めると表明した。
バイデンは側近や各方面からの在留延期提言を退けてまで撤退を推し進め、8月30日に米軍は撤退を完了し、31日にバイデンは戦争終結を宣言した。また、NATOの他国軍も順次撤収し、遅いイギリス軍でも8月28日に撤収完了した。